# قفسه سینه
قفسهٔ سینه یک محفظهٔ استخوانی-غضروفی قابل ارتجاع است که به شکل مخروط ناقص بوده و جایگاه قرارگیری قلب، ریه‌ها، مری و نای است و از مهره‌ها، دنده‌ها و جناغ سینه، تشکیل شده‌است.
قفسهٔ سینه به شکل مخروطی ناقص است که قاعده و رأس مایل دارد و قسمت باریک آن در بالا است؛ ولی این باریکی توسط کمربند شانه‌ای و عضلات متصل به آن پوشیده شده‌است.
قسمتی از تنه است که بین ریشهٔ گردن و شکم قرار دارد که ساختمان‌های مهمی مانند قلب و ریه‌ها درون آن جای گرفته‌اند. قفسهٔ سینه از جلوتر توسط جناغ و غضروف‌های دنده‌ای، در طرفین توسط دنده‌ها و در پشت توسط دوازده مهرهٔ سینه‌ای تشکیل می‌گردد. این فضا دهانهٔ ورودی و دهانهٔ خروجی دارد که دهانهٔ ورودی آن از دندهٔ اول و غضروف آن در طرفین، دسته Manubrium استخوان جناغ در جلو و مهرهٔ اول سینه‌ای در عقب تشکیل شده و به طرف جلو شیب دارد. این دهانه کلیوی شکل بوده و قطر عرضی آن ۱۰ و قطر جلویی پشتی آن پنج سانتی‌متر است.
بافت استخوانی سخت‌ترین بافت بدن است. استحکام این بافت از آن جهت است که در مادهٔ بین سلولی آن املاح آهکی موجود است، مادهٔ بین سلولی بافت استخوانی به شکل ورقه‌های بسیار نازکی روی هم قرار دارد که در قسمت سطحی استخوان به موازات طول استخوان به نام تیغه‌های خارجی بوده و در قسمت داخلی استخوان ورقه‌های نازک دایره‌ای شکل به نام تیغه‌های داخلی دور مغز استخوان را احاطه کرده‌است. اگر استخوان را حرارت دهند مواد آلی آن می‌سوزد ولی مواد معدنی آن باقی می‌ماند. از این رو استخوان شکل خود را حفظ کرده ولی خیلی شکننده می‌شود.

## کالبدشناسی
تعداد ۱۲ جفت دنده در ساختار قفسه سینه شرکت دارند و قوسی شکل هستند. هر دنده دارای یک تنه است و دو انتهای قدامی و خلفی، دو سطح داخلی و خارجی و دو کنار فوقانی و تحتانی دارند. انتهای خلفی دنده‌ها با زواید عرضی مهره‌های پشتی و تنه مهره‌ها، مفصل می‌شود. انتهای قدامی در هفت زوج دنده اول به وسیلهٔ غضروف، مستقلاً به جناغ سینه متصل می‌شوند. این دنده‌ها را دنده‌های حقیقی گویند.
سه زوج دنده بعدی یعنی شماره‌های ۸ , ۹ , ۱۰ با کمک غضروف به دنده بالاتر متصل می‌شوند، لبه دنده‌ای Costal margin را تشکیل می‌دهند و دنده‌های کاذب نامیده می‌شوند. دنده‌ها دارای یک انتهای خلفی شامل سر، گردن و تکمه و یک انتهای قدامی که با غضروف متصل شده و دارای یک سطح داخلی و یک سطح خارجی و یک کنار فوقانی و یک تحتانی است. در سطح داخلی هر دنده ناودانی برای عبور عروق اعصاب بین دنده‌ای وجود دارد که در دنده‌های اول، یازدهم و دوزادهم، این ناودان وجود ندارد و معمولاً این دنده‌ها را دنده‌های غیرمعمولی می‌نامند.
مهره‌های شرکت‌کننده در ساختمان قفسه سینه:
ستون مهره‌ای، محور مرکزی بدن را تشکیل داده و در عقب ناحیه تنه و در خط وسط قرار دارد و از قاعده جمجمه شروع شده و در تمامی طول گردن و طول تنه امتداد دارد. در کودکان تعداد مهره‌های ستون مهره‌ها، ۳۳ عدد است که در بالغین پنج تای ما قبل آخر بهم جوش خورده و استخوان خارجی را تشکیل می‌دهند و ۴ تا مهره آخر بهم جوش خورده و استخوان دنبالچه را به وجود می‌آورند؛ بنابراین تعداد مهره‌ها در افراد بالغ به ۲۶ قطعه تقلیل می‌یابد.
از ۲۴ مهره آزاد، ۷ عدد مهره‌های گردن، ۱۲ عدد مهره‌های پشتی و ۵ عدد مهره‌های کمر را تشکیل می‌دهند. مهره‌هایی که در ساختار قفسه سینه شرکت دارند. ۱۲ عدد مهره‌های پشتی هستند. مهره‌ها دارای شکل مشابهی هستند، تنه مهره که در جلو واقع شده، استوانه‌ای شکل است. قوس مهره که در عقب قرار دارد و با تنه مهره تشکیل سوراخ مهره را می‌دهد. مجموع سوراخ‌های مهره‌ای، مجرای مهره‌ای نامیده می‌شود که در آن نخاع جای دارد. این مجرا در بالا به وسیلهٔ سوراخ استخوان پس سری به تمام دنده‌های قفسه سینه به ۱۲ عدد مهره‌های پشتی ستون مهره‌ای، متصل هستند.
جناغ سینه، استخوانی پهن است که در قسمت قدامی فوقانی قفسه سینه قرار گرفته و سه قسمت دارد:
دسته پهن‌ترین و قوی‌ترین بخش جناغ سینه است و به استخوان ترقوه، دنده اول و نیمی از دنده دوم، متصل می‌شود.
تنه بلندترین بخش جناغ سینه بوده و از بالا به دسته متصل شده و زاویه‌ای به نام زاویه جناغی یا زاویه لوئیس که مقداری به جلو تحدب دارد را می‌سازد و کناره‌های طرفی دارای یک بریدگی ناقص در بالا و پایین و ۴ بریدگی کامل برای اتصال دنده‌هاست.
زائده خنجری (xiphoid) زائده کوچک خنجر مانندی است که در انتهای جناغ سینه قرار دارد.
دهانه خروجی قفسه سینه ای در جلو از زائده خنجری استخوان جناغ، درطرفین از حاشیه دنده‌ای که از غضروف‌های دنده‌های ۷ تا ۱۰ تشکیل شده و دنده‌های ۱۱ و ۱۲، و در پشت از مهره دوازدهم سینه ای تشکیل می‌شود. دهانه خروجی به سمت عقب شیب دارد. این دهانه توسط دیافراگم پوشیده شده که دو حفره سینه و شکم را از هم جدا می‌کند.

## ماهیچه‌ها
ماهیچه سینه‌ای بزرگ (Pectoralis major) عضله‌ای است بادبزنی شکل از دنده‌های حقیقی قفسه سینه، جناغ سینه و ترقوه مبدأ گرفته و به استخوان بازو متصل می‌شود و موجب نزدیک شدن بازو به تنه می‌شود.
ماهیچه سینه‌ای کوچک (Pectorialis minor) عضله‌ای است سه گوش که در زیر عضله سینه‌ای بزرگ قرار دارد و از سطح خارجی دنده‌های سوم، چهارم و پنجم به زائده غرابی (کوراکوئید) استخوان کتف می‌چسبد، و دنده‌ها بالا برده یا شانه را به جلو می‌آورد.
ماهیچه زیرترقوه (Subclavius) از سطح فوقانی دنده اول به سطح تحتانی استخوان ترقوه می‌چسبد و دنده را بالا برده یا ترقوه را به طرف پایین می‌کشد.
ماهیچه دندانه‌ای پیشین (Seratus anterior) از ۸–۱۰ دنده اول شروع شده و به کنار داخلی استخوان کتف متصل می‌شود. شانه را به جلو و پایین می‌آورد.
ماهیچه میان‌دنده (Intercostals) فضای بین دنده‌ها را اشغال نموده، جزء عضلات تنفسی محسوب می‌شوند و دنده‌ها را بهم نزدیک می‌سازند و شامل سه عضله به شرح زیر هستند:
ماهیچه میان‌دنده برونی external: از کنار تحتانی دنده فوقانی به طرف پایین و جلو سیر کرده و به کنار فوقانی دنده تحتانی می‌چسبد و در عمل دم تنفس، شرکت دارد.
ماهیچه میان‌دنده درونی internal: نسبت به عضله خارجی، عمقی‌تر است و مسیر آن به طرف عقب و پایین می‌باشد و از دنده فوقانی به دنده تحتانی متصل می‌گردد و در مجاورت جناغ سینه تا زاویه دنده‌ای ادامه داشته و بعد از آن غشایی می‌گردد و در عمل بازدم تنفس شرکت دارد.
درونی‌ترین ماهیچه میان‌دنده innermost: هم جهت با الیاف عضله بین دنده‌ای داخلی است و به نظر می‌رسد که از آن منشأ گرفته باشد و در ½ میانی فضای بین دنده‌ای قرار دارد.
پرده دیافراگم: این عضله مهم‌ترین عضله تنفسی می‌باشد که قفسه سینه را از حفره شکمی، جدا می‌سازد. برخی از اعضاء مهم بدن از قبیل آئورت، مری، بزرگ سیاهرگ زیرین، سوراخ‌هایی را به ترتیب در برابر مهره ۱۲، مهره ۱۰، مهره ۸ سینه‌ای در پرده دیافراگم ایجاد کرده و از آن عبور می‌کنند. دیافراگم به ترتیب به زایده خنجری، ۶ دنده تحتانی و غضروف‌های آن‌ها و تنه مهره‌های اول تا سوم کمری متصل شده و گنبدی شکل است.

### نقش در تنفس
با انقباض ماهیچه‌های بین دنده ای خارجی، دنده‌ها به سمت بالا و جناغ به سمت جلو حرکت خواهد کرد. در نتیجه این فرایند، قفسه سینه به بالا و جلو حرکت کرده و حجم قفسه سینه افزایش می‌یابد. چون شش‌ها به قفسه سینه متصلند، آنها نیز متسع شده و در نتیجه فشار هوای درون شش‌ها کمتر از فشار هوای محیط شده و هوا به درون شش‌ها جریان می‌یابد (دم).
انقباض ماهیچه‌های بین دنده ای داخلی، دنده‌ها را به سمت پایین و جناغ را به عقب می‌کشد. این عمل موجب کاهش حجم قفسه سینه، بیشتر شدن فشار درون ششها و انجام بازدم می‌شود.
دنده‌ها در وضعیت استراحت طبیعی، به‌طور مایل به سوی پایین کشیده شده‌اند و به این ترتیب، موجب می‌شوند که استخوان جناغ سینه به طرف عقب یعنی به سوی ستون فقرات برود. هنگامی که قفسه سینه بالا برده می‌شود، دنده‌ها تقریباً به‌طور مستقیم به طرف جلو برآمدگی پیدا می‌کنند، بطوریکه استخوان جناغ نیز به طرف جلو و دور از ستون فقرات حرکت می‌کند و در جریان دم عمیق در مقایسه با بازدم عمیق ضخامت قدامی خلفی قفسه سینه را حدود ۲۰ درصد بیشتر می‌کند.
دنده‌ها در جریان بازدم متوجه پایین هستند و عضلات بین دنده‌ای خارجی دراز شده و در جهت رو به جلو و رو به پایین کشیده شده‌اند. بتدریج که این عضلات منقبض می‌شوند، دنده‌های فوقانی را نسبت به دنده‌های تحتانی به طرف جلو می‌کشند و این امر مانند اهرمی بر روی دنده‌ها عمل کرده و آن‌ها را به طرف بالا می‌کشد و از این راه موجب دم می‌شود. عضلات بین دنده‌ای داخلی دقیقاً در جهت مخالف یعنی به عنوان عضلات بازدمی عمل می‌کنند، زیرا زاویه قرار گرفتن آن‌ها بین دنده‌ها در جهت مخالف بوده و موجب حرکت دنده‌ها در جهت مخالف می‌شوند.

### تغییر شکل قفسه سینه
بیماری اسکولیوز انحراف و خمیدگی ستون مهره‌ای به راست و چپ است. در اثر این بیماری، قفسه سینه تغییر شکل پیدا می‌کند. یک شانه بالاتر از شانه قرار می‌گیرد و از پشت دنده‌های یک طرف برآمده تر از طرف دیگر است.
- در سینه پهن، قفسه سینه از جلو به عقب فشرده و کتابی به نظر می‌رسد.
- در سینه قیفی دارای فرورفتگی به شکل قیف در پایین جناغ سینه است.
- در سینه مرغی، قسمت تحتانی جناغ سینه مانند سینه مرغ پیش آمدگی دارد.